# Oreamuno (canton)
Pour les articles homonymes, voir Oreamuno.
Oreamuno est un canton (deuxième échelon administratif) costaricien de la province de Cartago au Costa Rica.

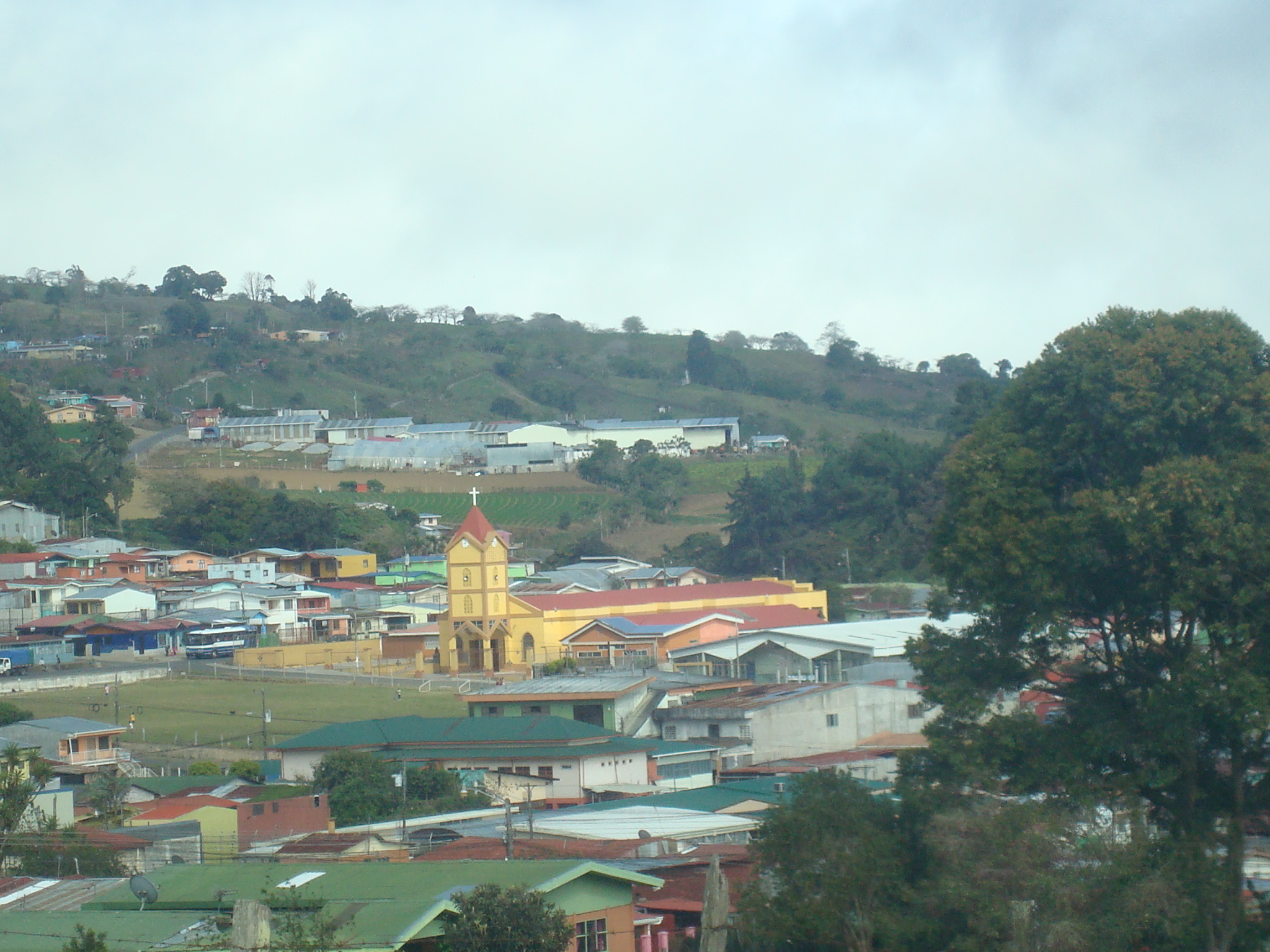
Cot ville, dans le canton d'Oreamuno.